# Шевченко, Тарас Георгиевич
Тарас Георгиевич Шевченко (16.03.1929 — 01.06.2015) — Заслуженный деятель искусств Украины с 2002 г., член Национального Союза художников Украины с 1962 г., член Национального Союза театральных деятелей с 1956 г., член Украинского театрального общества.

## Биография
Родился 16 марта 1929 г., г. Харьков.
Окончил Харьковское художественное училище (1951 г.) и государственный художественный институт с отличием (1957 г.). Учителями его были П. Шигимага, Заслуженный художник Украины; Лауреат Государственной премии СССР профессор Б. Косарев; Заслуженный деятель искусств УССР Д. Овчаренко; профессор А. Кокель; Народный артист СССР Марьян Крушельницкий.
За многие годы плодотворной творческой работы ярко проявилось всесторонние дарования художника. Он плодотворно работал и в области станковой живописи, и в области монументальной, и в сценографии.
Шевченко Т. Г. — участник всесоюзных, всеукраинских и зарубежных художественных выставок.
Персональные выставки состоялись в следующих городах: Донецк (1973 г., 1979 г., 1989 г., 1996 г., 1999 г., 2004 г., 2009 г.), Бохум (Германия, 1991 г.), пос. Петровский Старобешевского района Донецкой области (1990 г., 1995 г.).
Многие работы Т. Шевченко приобретенные художественными музеями и галереями Украины, Болгарии, Германии. Его работы находятся в приватных коллекциях США, Германии, Болгарии, Англии, Венгрии, России, Узбекистана, Грузии, Словакии, Канады, Израиля и других странах.
Шевченко Т. Г. много лет отдал общественный работе: неоднократно избирался членом правления ДОСХ, Председателем Ревизионной комиссии, членом Республиканской комиссии театра, кино и TV, членом Правления организации Донецк-Бохум, членом Национального Союза театральных деятелей. Шевченко Т. Г. более десяти лет был Председателем военно-шефской комиссии Донецкой области, много лет был ведущим регулярной передачи «Палитра» Донецкого TV.
Его работы отличаются высоким мастерством, одухотворенностью, любовью к человеку, природе, земле, где он родился и жил; много раз награждался медалями, дипломами.
Т. Г. Шевченко работал:
- 1956—1959 гг. — художник-постановщик Полтавского муздрамтеатраим. Н. В. Гоголя.
- 1959—1965 гг. — главный художник Полтавского муздрамтеатраим. Н. В. Гоголя.
- 1965—1966 гг. — преподаватель Луганского художественного училища.
- 1966—1968 гг. — главный художник Черниговского театраим. Т. Г. Шевченко.
- 1968—1969 гг. — главный художник Донецкого музыкально-драматического театраим. Артема.
- 1969—1977 гг. — главный художник Донецкого художественно-производственного комбината.
- Работал на общественных началах:
- 1962—1965 гг. — главный художник г. Полтавы.
- 1967—1969 гг. — возглавлял Киевскую межобластную секцию театральных художников.
- С 1969 г. — член президиума Донецкого областного комитета защиты мира.
- 1970—1978 гг. — член республиканской комиссии театра, кино, телевидения.
- 1972—1981 гг., 1986—1989 гг. — член правления Донецкой организации СХУ.
- 1972—1981 гг. — председатель Комиссии по пропаганде изобразительного искусства.
- 1981—1992 гг. — председатель Областной военно-шефской комиссии.
- 1989—2015 гг. — член правления Донецкого общества Украина-Германия, Член Национального Союза театральных деятелей, член секции театральной критики Донецкого межобластного отделения НСТД.
- 2001—2004 гг. — возглавлял ревизионную комиссию Донецкой организации НСХУ.

Умер 1 июня 2015 г., г. Донецк. Посмертно присвоено звание «Почётного гражданина ПГТ. Сахновщина» № 2013-VII от 29.09.2015 г.и переименована ул. «Шлях Ленина» на ул. «Тарасів шлях» Решением Сахновщинского сельского совета Харьковской области V сессии VII созыва№ 79-VII от 05.02.2016 г.

[[:uk:Шевченко Тарас Георгійович|
]]